# Hermann Strebel (Malakologe)

Hermann Strebel 1905, Fotografie Rudolph Dührkoop

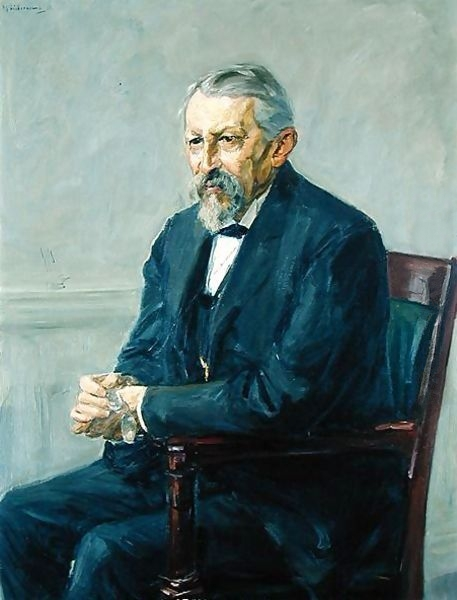
Max Liebermann: Hermann Strebel 1905, Hamburger Kunsthalle

Hermann Strebel (* 1. Januar 1834 in Hamburg; † 6. November 1914 ebenda) war ein deutscher Kaufmann, Malakologe und Ethnologe.

## Leben
Carl Wilhelm Hermann Strebel wurde am 1. Januar 1834 in Hamburg als jüngster von vier Brüdern geboren. Während seiner Schulzeit wurde er von einem Lehrer zur Beschäftigung mit Conchylien angeregt. Am 13. August 1848 stach der Dreizehnjährige nach Veracruz/Mexiko in See. Dort sollte er unter der Aufsicht seines ältesten Bruders eine Lehrstelle in einem Manufakturgeschäft antreten. Kurz vor der Küste von Yucatan überlebte Strebel einen Schiffbruch. Zwischen 1852 und 1867 arbeitete er als Kaufmann für deutsche Exporteure von Manufakturwaren. In dieser Zeit begann er unter Anleitung seines Freundes Carl Hermann Berendt mit dem Sammeln von einheimischen Conchylien, die den Grundstock seiner Sammlung darstellten. Zu dieser Zeit begann er einen regen wissenschaftlichen Austausch mit deutschen und amerikanischen Malakologen.
1860 heiratete er die in Mexiko geborene Kaufmannstochter Inés Mahn. Im Jahr 1861 wurde dort sein ältester Sohn Richard Strebel geboren. 1867 übersiedelte die mittlerweile fünfköpfige Familie nach Hamburg. Zwischen 1867 und 1899 führte Strebel eine von ihm mitbegründete Firma für fremde Nutzhölzer.
Ab dem Jahr 1899 arbeitete er wissenschaftlich in der Mollusken-Abteilung des Naturhistorischen Museums Hamburg. Durch den Kontakt mit anderen deutschen Malakologen veröffentlichte er von 1873 bis 1882 seine ersten wissenschaftlichen Arbeiten über die mexikanischen Land- und Süßwasser-Mollusken. Parallel dazu ließ er durch eine befreundete Familie in Mexiko archäologische Grabungen an verschiedenen Orten durchführen und legte in Hamburg eine Sammlung an, die er wissenschaftlich verwertete. Um weitere Grabungstätigkeiten zu finanzieren, verkaufte er Grabungsfunde an das Museum für Völkerkunde, Berlin, an das Museum für Völkerkunde und nach Leipzig.
Hermann Strebel engagierte sich im „Naturwissenschaftlichen Verein zu Hamburg“ und war in den Jahren 1886 und 1887 dessen Vorsitzender. Er erhielt im Jahr 1904 den Roten Adlerorden 4. Klasse, 1906 den Loubat-Preis der Königlich-Preußischen Akademie der Wissenschaften, Berlin, 1904 wurde er von der Gießener Universität zum Ehrendoktor der Philosophie und im Januar 1914 vom Hamburger Senat zum Professor für seine Verdienste um die Wissenschaft und die Hamburger Wissenschaftlichen Anstalten ernannt. Hermann Strebel starb am 6. November 1914 in Hamburg. Er ist auf dem Ohlsdorfer Friedhof (Planquadrat Z 9) begraben.
Hermann Strebel wurde im Jahr 1905 im Auftrag von Alfred Lichtwark, dem Direktor der Hamburger Kunsthalle, von Max Liebermann porträtiert.
Seine Conchyliensammlung wurde wie die des Hamburger Museums im Zweiten Weltkrieg zerstört. Er beschrieb zum Beispiel eine Reihe mexikanischer Landschnecken und veröffentlichte eine Revision der Landlungenschnecken der Familie Orthalicidae.

## Werk
- Beiträge zur Kenntnis der Mexicanischen Land- und Süßwasser-Conchylien, 5 Hefte, Hamburg 1873–1882
- Die Ruinen von Cempollan im Staate Veracruz (Mexico), Mitteilungen über die Totonaken der Jetztzeit, Ruinen aus der Misantla-Gegend, in: Abhandlungen des Naturwissenschaftlichen Vereins in Hamburg, Bd. VIII, Teil 1, 1884
- Alt-Mexico, Archäologische Beiträge zur Kulturgeschichte seiner Bewohner, I. und II. Teil, Hamburg und Leipzig 1885–1889 (Digitalisat Teil I), (Digitalisat Teil II)
- Studien über die Steinjoche, in: Internationales Archiv für Ethnographie, Band III. Leiden, 1890